# Stefan Loitz
Stefan Loitz (ur. 1507, zm. 1584) – kupiec i bankier szczeciński
Był sekretarzem króla Zygmunta Augusta, właścicielem licznych statków. Od 1568 roku członek Komisji Morskiej i organizator polskiej floty.